# Tal der Wikinger
Tal der Wikinger ist ein Kinder- und Geschicklichkeitsspiel des französischen Spieleautorenpaares Marie und Wilfried Fort. Das Spiel für zwei bis vier Spieler ab sechs Jahren dauert etwa 15 bis 20 Minuten pro Runde. Es ist im Jahr 2019 bei dem Verlag HABA erschienen, im gleichen Jahr wurde es als Kinderspiel des Jahres ausgezeichnet.

## Thema und Ausstattung
Bei dem Spiel versuchen die Spieler jeweils als Sieger aus einem Wettstreit der Wikinger im Wikingertal hervorzugehen. Dieser besteht aus dem jährlich stattfindenden Fässerkegeln, bei dem die Spieler mit einer Kugel farbige Fässer umkegeln müssen. Schaffen sie es, die richtigen Fässer umzuwerfen und damit ihre eigene Wikingerfigur an eine optimale Wertungsposition zu bringen, werden sie durch Goldmünzen belohnt. Gewinner ist der Spieler, dessen Wikingerclan am Ende des Spiels die meisten Goldmünzen besitzt.
Das Spielmaterial besteht neben einer Spieleanleitung aus:
- einem großen Spielplan mit dem „Wikingertal“, gepuzzelt aus 7 Teilen
- acht Gewinnflaggen,
- vier Schiffen in vier Spielerfarben,
- vier Wikingerchips in vier Spielerfarben,
- vier Holzfässern in vier Spielerfarben,
- einem Pappteil „Kugelschubser“,
- einer Kugel, und
- 24 Goldmünzen.

## Spielweise
Vor dem Spiel wird der Spielplan aus den sieben Einzelteilen zusammengesetzt und in der Tischmitte platziert. Jeder Spieler wählt eine Farbe und bekommt das entsprechende Wikingerschiff und den Wikingerchip. Alle Wikingerchips werden vor das erste Feld des Stegs abgelegt, die Schiffe kommen vor die jeweiligen Spieler und in jedes der Schiffe kommt eine Goldmünze. Der Rest der Münzen, die Kugel und der Kugelschubser werden neben den Spielplan gelegt. Danach werden die acht Gewinnflaggen gemischt und je eine Flagge kommt offen in jedes Flaggenloch auf dem Spielplan. Die vier Fässer werden in beliebiger Anordnung in die markierten Löcher in der Mitte des Spielplans aufgestellt und der erste Spieler bekommt die Kugel und den Kugelschubser.
Beginnend mit einem Startspieler wird das Spiel im Uhrzeigersinn reihum gespielt. Der jeweils aktive Spieler legt die Kugel in das Loch vor sich ab und schubst diese mit dem Kugelschubser in Richtung der aufgestellten Fässer. Er versucht dabei, einige von diesen umzuwerfen, und darf die Kugel so lange erneut schubsen, bis mindestens ein Fass umgefallen ist. Für jedes umgefallene Fass bewegt er nun den farblich passenden Wikingerchip auf dem Steg ein Feld weiter vor, wobei besetzte Felder übersprungen werden. Sind mehrere Fässer umgefallen, darf er die Reihenfolge, in der die Chips bewegt werden, selbst bestimmen. Wird ein Wikingerchip über das letzte Feld des Stegs hinaus bewegt, fällt der entsprechende Wikinger ins Wasser und löst damit eine Münzverteilung aus, der Spielzug ist damit sofort beendet und die Wikingerchips werden entsprechend der über ihnen befindlichen Flaggen gewertet. Die Verteilung beginnt bei dem Wikinger, der auf dem Steg am weitesten nach vorn gelaufen ist, und alle gewonnenen Goldmünzen werden in die entsprechenden Schiffe gelegt. Dabei gibt es drei verschiedene Möglichkeiten:
1. die Flagge zeigt eine bis vier Münzen: Der Wikinger bekommt die entsprechende Anzahl Goldmünzen.
2. die Flagge zeigt einen gegnerischen Wikinger: Der Wikinger bekommt von diesem eine Goldmünze.
3. die Flagge zeigt den gleichen Wikinger: Der Wikinger bekommt von jedem gegnerischen Wikinger eine Goldmünze.

Der Wikinger, der ins Wasser gefallen ist, bekommt keine Goldmünzen. Er wird wieder auf das Feld vor dem Steg gesetzt und startet von dort erneut.
Das Spiel endet, wenn die letzte Münze verteilt wird. Gewinner des Spiels ist der Spieler mit den meisten Goldmünzen im eigenen Boot.

## Versionen und Rezeption
Das Spiel wurde von dem französischen Spieleautorenpaar Marie und Wilfried Fort entwickelt und im Jahr 2019 bei dem auf Kinderspiele spezialisierten Verlag HABA in einer multilingualen Version in deutscher, englischer, französischer, spanischer, italienischer und niederländischer Sprache sowie in deutscher, englischer und französischer Verpackung veröffentlicht. Das Ehe- und Elternpaar stellte das selbst entwickelte Spiel zum ersten Mal als selbstgebastelten Prototypen beim Festival International des Jeux in Cannes im Februar 2017 vor und trafen dort auf Jenny Bessière, Vertriebsleitung Spielwaren HABA Frankreich, und Markus Nikisch, selbst Kinderspieleautor und Ideenscout in der deutschen HABA-Redaktion. Gemeinsam mit der HABA-Redaktion hat Spieleredakteurin Annemarie Wolke auf der vorliegenden Basis das fertige Spiel entwickelt. Die grafische Gestaltung stammt dabei von Maximilian Meinzold.
Im Mai 2019 wurde Tal der Wikinger neben den Spielen Fabulantica und Go Gecko Go! für das Kinderspiel des Jahres nominiert und konnte diesen Preis im Juli auch gewinnen. Die Jury kommentierte das Spiel und die Entscheidung wie folgt:

„‚Tal der Wikinger‘ ist ein aufregender Beutezug, bei dem man mit Geschick einfach drauflos spielen kann. Die taktischen Überlegungen beim Positionskampf auf dem Steg erschließen sich mit zunehmender Erfahrung und garantieren lang anhaltenden Spielspaß.“

Auch abseits der Jury des Spiel des Jahres wurde Tal der Wikinger weitgehend positiv besprochen. So bezeichnete es der Spielekritiker Wieland Herold als „spannendes Spiel mit ausgezeichnetem Material, das Kinder immer wieder gern mitspielen und gezielt einfordern“ und das Kinderspielmagazin bescheinigt ihm „ein einfaches aber mehr als überzeugendes Spielprinzip“.

## Belege
1. 1 2 3 4 5 6  Spieleanleitung Tal der Wikinger; abgerufen am 22. Juli 2019
2. ↑  Tal der Wikinger, Versionen bei BoardGameGeek. Abgerufen am 22. Juli 2018.
3. ↑  Tal der Wikinger ist „Kinderspiel des Jahres 2019“– Ein Blick hinter die Kulissen auf haba.de; abgerufen am 22. Juli 2019
4. ↑  Tal der Wikinger auf der Website des Spiel des Jahres e.V.; abgerufen am 22. Juli 2019
5. ↑  Wieland Herold: Tal der Wikinger, Rezension auf mit80.de, 17. April 2019; abgerufen am 23. Juli 2019
6. ↑  Wilfried Just: Tal der Wikinger, Rezension auf kinderspielmagazin.de, 9. Juni 2019; abgerufen am 23. Juli 2019